# Liptovský Hrádok
Liptovský Hrádok és una ciutat d'Eslovàquia. Es troba a la regió de Žilina.

## Història
La primera menció escrita de la vila es remunta al 1341.

## Demografia
| Godina             | 1994 | 2004   | 2014   | 2024   |
| ------------------ | ---- | ------ | ------ | ------ |
| Nombre de persones | 8606 | 8019   | 7629   | 6950   |
| Diferència         |      | −6,82% | −4,86% | −8,90% |

| Godina             | 2023 | 2024   |
| ------------------ | ---- | ------ |
| Nombre de persones | 7003 | 6950   |
| Diferència         |      | −0,75% |

## Ciutats agermanades
- Česká Skalice, República Txeca
- Hradec nad Moravicí, República Txeca
- Nowy Targ, Polònia
- Stary Sącz, Polònia

1. 1 2  «Počet obyvateľov podľa pohlavia - obce (ročne) [om7101rr_obce=AREAS_SK]».   Statistical Office of the Slovak Republic, 31-03-2025. [Consulta: 31 març 2025].